# インペリアル・ケミカル・インダストリーズ

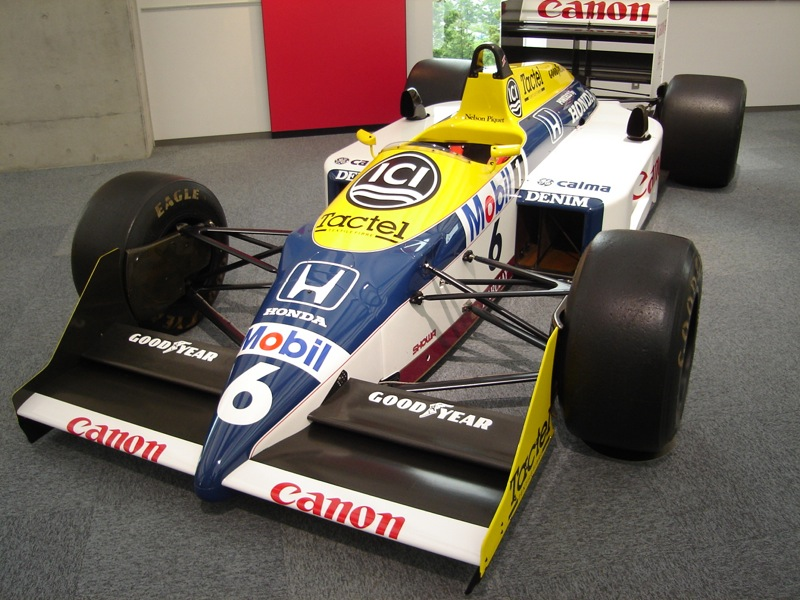
1980年代ICIがスポンサーをしていた頃のウィリアムズF1マシン。コクピットまわりの黄色地部分に、青い丸型のICI社ロゴがあしらわれている。

インペリアル・ケミカル・インダストリーズ（Imperial Chemical Industries, 略称：ICI）はイギリス・ロンドンのマンチェスター・スクエア (Manchester Square) に本部を置く世界有数の化学企業グループ。塗料から食品やポリマー、電子部品、香料や食品添加物などの機能性製品まで、幅広い商品群を製造販売している。従業員は約32,000人。2008年1月2日にオランダの化学メーカー、アクゾ・ノーベルの傘下へ入った。

## 英化学トラスト
1925年のIG・ファルベン社の発足に危機感を持ったイギリス化学業界が対抗のため、1926年12月に、4つのメーカーが合併してICIを設立した。4社とは、ソーダ石灰などアルカリ製品製造のブルーナー・モンド（Brunner Mond, 参照：ルードウィッヒ・モンド）、アルフレッド・ノーベルが設立した火薬類製造のノーベル・インダストリーズ (Nobel Industries), やはりアルカリ製品を扱うUnited Alkali Company, そして染料や顔料のBritish Dyestuffs Corporationであった。
初代会長はアルフレッド・モンドであり、兄弟のロバートはMarie Le Manach との結婚を挟んでグッゲンハイム家のサイモンと親戚である。また、娘のエヴァはルーファス・アイザックスの息子と結婚した。
爆薬・肥料・殺虫剤・染料・化学品・印刷用品や塗料などを製造販売し、その規模はアメリカのデュポン社やドイツのIG・ファルベン社（1951年に解体）に匹敵した。設立初年度の売り上げは2,700万UKポンドに達した。1937年までは、ノーベル・インダストリーから引き継いだサンビーム (Sunbeam) ブランドのオートバイ事業も担っていた。

## イノベーション
ICIは新しい物質の発明において重要な役割を果たしてきた。例を挙げると、有機顔料のフタロシアニン（1932年）、透明なアクリル樹脂（1932年）、塗料「デュラックス」（Dulux, 1932年、デュポン社との共同開発）、低密度ポリエチレン（1937年）、スルファジミジン（またはスルファメサジン、最初のスルホニルアミノ系合成抗菌剤）、パルドリン（抗マラリア薬）、ハロタン（麻酔薬、1951年）、プロプラノロール（交感神経β受容体遮断薬、1965年）、タモキシフェン（tamoxifen, 耐性乳癌治療薬、1978年）、ポリエーテルエーテルケトン（超耐熱合成樹脂、1979年）、除草剤「パラコート」などがある。製薬事業の成功を受け、1957年に同部門の子会社を設立した。
主力工場のひとつはイングランド北東部のティーズサイド、ビリンガムにあった。1971年から1988年にかけて同工場では、アメリカ・ゼネラル・アトミックス社製TRIGA（小型の原子炉）Mark Iの運転も行なわれていた。
革新の歩みを常に維持するICIは、Mond divisionが主導し1974年にWorks Record Systemを開発した。これはCICSを実装した汎用性に富むツールで、数多くの化学プラントの状況を一元管理できるシステムであった。このシステムは27年間大きな変更を施す必要がなく、プログラムに精通していない工場のオペレーターでも新しいアプリケーションを容易に組み込めるように設計されていた。

## 経営戦略
1988年、イギリスのハンソン社 (Hanson plc) から敵対的買収を仕掛けられたが、撃退に成功した。1993年、製薬・生物化学部門の分社化を決定し、ゼネカ社を設立。これは1999年にスウェーデンの製薬メーカーであるアストラ社 (Astra AB) と合併し、アストラゼネカ社となった。また、1990年代頃からICIは大量生産の工業化学分野から特殊化学品分野への志向を強め、より高収益かつ成長性の高い製品取り扱いを強めている（1997年ユニリーバから化学部門を買収）。
しかし、21世紀になっても同社の財務状態はさほど良い状態とは言えなかった。2007年6月18日、アクゾ・ノーベル社が、72億UKポンド（107億ユーロ）でICIの買収に乗り出した。これは「デュラックス」と「Crown Paints」の両社の塗料の看板ブランドが激しくしのぎを削りあう中、世界市場までを視野に入れたアクゾ社の戦略だと捉えられている。しかし、ICI首脳陣および大株主はこれを拒否した。アクゾ社は買収価格を80億UKポンドまで引き上げ、ICIへ打診。ICIはこれを受諾した。